# Zahhak

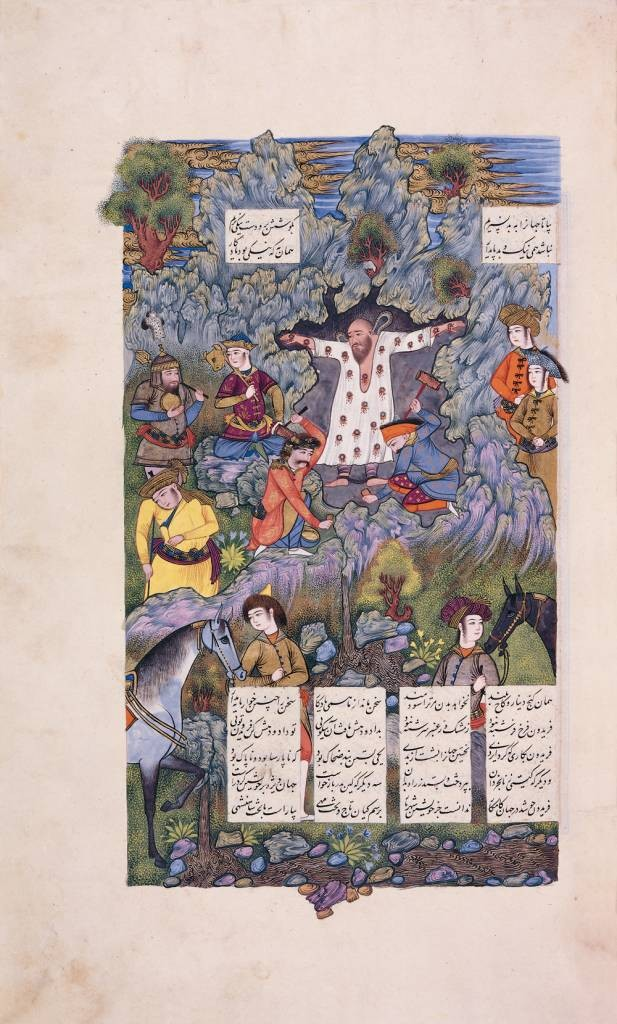
De tiran Zahhak is vastgenageld aan de muren van de grot in de berg Damavand, 17e eeuw

Zahhak (of Zohak) (Perzisch: ضحّاک) is een demonen-koning, die genoemd wordt in de Sjahnama van de Perzische dichter Ferdausi. Hij is de zoon van de Arabische koning Merdas en heet ook Bivarasp ('tien duizend paarden' in Pahlavi), omdat hij tien duizend paarden bezit. Uit zijn schouders zijn twee zwarte slangen gegroeid, die elke nacht met de hersenen van twee mannen moeten worden gevoed. Zahhak volgt sjah Jamshid op, nadat hij hem van de Perzische troon heeft verjaagd. Zelf wordt Zahhak verslagen door Fereidoen en met spijkers aan de rotsen geslagen.

## Het Verhaal
Merdas is een goede koning van Arabië, terwijl Jamshid over Perzië heerst. Maar Merdas' zoon Zahhak wordt door Eblis (Ahriman, de duivel) verleid om zijn vaders plaats in te nemen. Merdas valt in een kuil in zijn boomgaard en wordt er begraven. Zahhak wordt koning en Eblis verschijnt als kok aan zijn hof. Hij maakt er nieuwe maaltijden, met vlees. En Zahhak is zo blij met zijn nieuwe kok, dat hij hem vraagt wat hij wenst. De kok wil slechts zijn schouders kussen. Dan verschijnen er zwarte slangen uit Zahhaks schouders. Er is geen oplossing om van hen af te komen. Eblis, ditmaal als arts, adviseert de slangen te voeden met de hersenen van mensen.
Ondertussen zijn de Perzische onderdanen in opstand gekomen tegen hun sjah Jamshid, omdat die door zijn trots en zelfvoldaanheid de gunst van God had verloren. De Perzen zoeken een nieuwe sjah en zetten Zahhak op de troon. Jamshid duikt na honderd jaar weer op voor de Chinese kust, maar Zahhak krijgt hem te pakken en zaagt hem in tweeën. Zo eindigt na zevenhonderd jaar Jamshids leven. Zahhak leidt Jamshids zusters Shahrnavaz en Arnavaz op het verkeerde pad. Twee broers, Armayel en Garmayel, worden koks aan Zahhaks hof, om mannen te bevrijden van het lot aan Zahhaks slangen te worden geofferd. Telkens sparen ze één man, door de hersenen van de andere man met dat van een schaap te mengen. Zo ontstaat er een volk in de bergen, waar de Koerden van zouden afstammen.

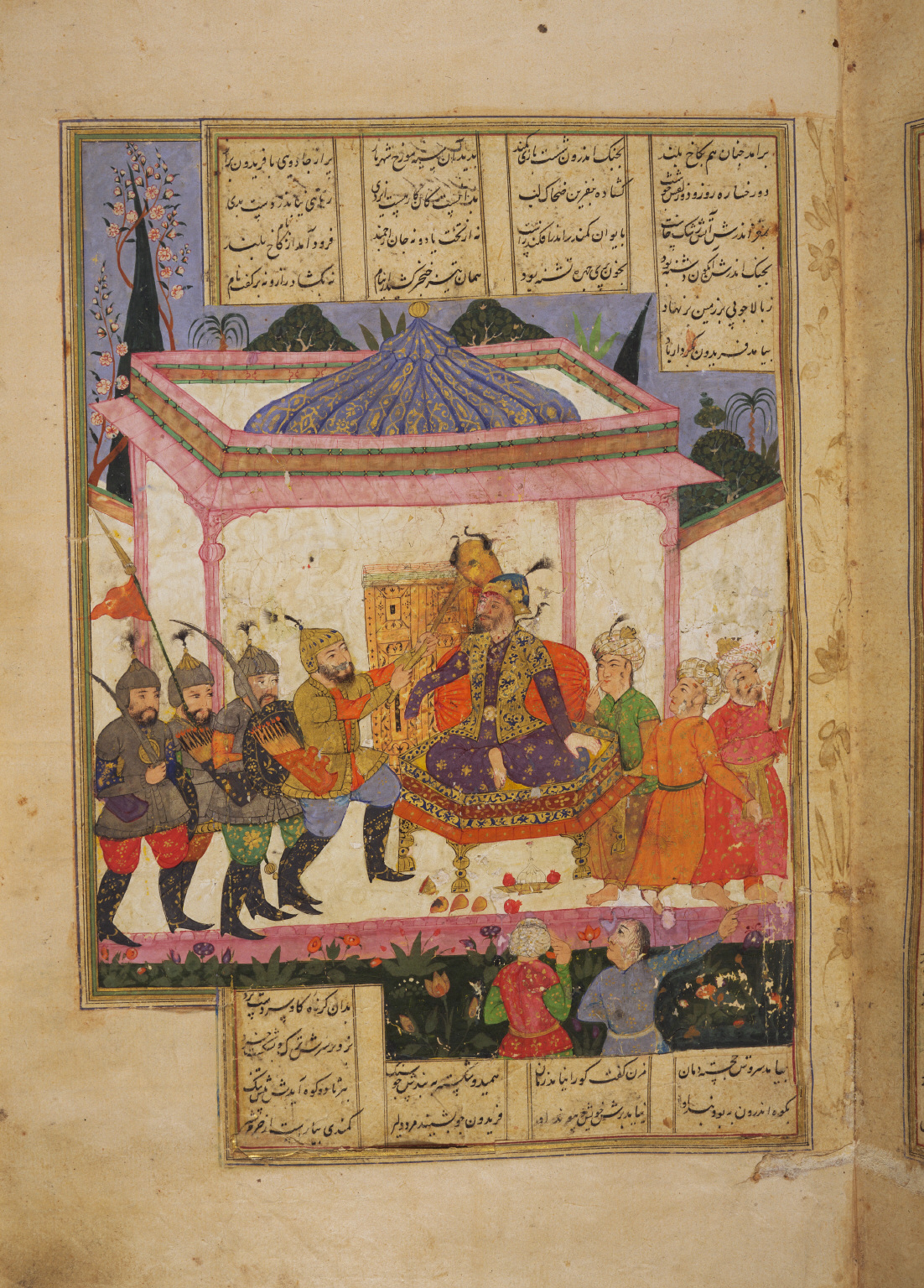
Fereidoen verslaat Zahhak. Oud Perzisch manuscript, c. 8e eeuw

Zahhak regeert duizend jaar en krijgt dan een droom van zijn overwinnaar Fereidoen. Hij probeert hem overal te vinden. Diens moeder Faranak vlucht met haar zoontje naar een plek waar Barmayeh, de wonderlijke koe met gekleurde haren, hem drie jaar lang zoogt. Fereidoens vader Abetin wordt door Zahhak gedood. Faranak brengt Fereidoen naar India, waar hij door een wijze wordt opgevoed. Daar leert hij van zijn moeder dat hij via zijn vader van Tahmures afstamt, die destijds de demonen heeft verslagen. Hij wacht nu op een leger. De smid Kaveh komt het paleis van Zahhak binnen, juist als er een document wordt getekend, waarin staat dat Zahhak rechtvaardig regeert. Kaveh scheurt het papier doormidden en zelfs als hij een zoon terugkrijgt, die voer voor Zahhaks slangen zou worden, begint hij buiten een opstand. Zijn smidsschort prikt hij op een speer en dat wordt voor toekomstige generaties de Kaviani-banier van de Perzische sjah. Kaveh leidt de opstandelingen naar Fereidoen, die met zijn leger de Tigris oversteekt naar Zahhaks paleis in Jeruzalem. Eenmaal binnen, blijkt Zahhak naar India te zijn gevlucht. Zijn plaatsvervanger, Khondrow, vertelt Zahhak dat Jamshids zusters nu naast Fereidoen zitten. Dan zoekt Zahhak toch de strijd met Fereidoen op, maar valt onder de slag van diens grote staf met ossenkop. Fereidoen doodt Zahhak niet, op voorspraak van de engel Sorush, en brengt hem naar de berg Damavand en spijkert hem daar, bedolven onder zware kettingen, tegen de rotswand. Fereidoen wordt de nieuwe sjah van Perzië en hij krijgt bij de zusters van Jamshid drie zonen: Salm, Tur en Iraj.